# 태그 클라우드

태그 구름

태그 클라우드(영어: tag cloud) 또는 워드 클라우드(word cloud)는 메타 데이터에서 얻어진 태그들을 분석하여 중요도나 인기도 등을 고려하여 시각적으로 늘어 놓아 웹 사이트에 표시하는 것이다. 보통은 2차원의 표와 같은 형태로 태그들이 배치되며 이때 순서는 알파벳/가나다 순으로 배치 된다. 시각적인 중요도를 강조를 위해 각 태그들은 그 중요도(혹은 인기도)에 따라 글자의 색상이나 굵기등 형태가 변한다. 사용자는 이렇게 표시된 태그 중 마음에 드는 키워드를 발견하고 그것을 선택하여 그 메타 데이터에 원래 연결된 웹 페이지로 이동하게 된다.

## 역사
가장 먼저 널리 알려지게 된 계기는 사진 공유 사이트인 플릭커(Flickr)였다. 이후 Del.icio.us 나 테크노라티 같은 웹사이트들에서 비슷한 기능을 선보였으며 이를 통해 여러 웹사이트들로부터 인기를 끌게 되었다. 그러나 가장 먼저 대중에 발표된 이러한 형태를 가진 구조는 더글러스 쿠프란드의 소설 《마이크로서프》 (Microserfs, 1995)에서 볼 수 있다.

## 종류
태그 구름은 외적인 모습보다는 그 의미적인 면에서 두 가지로 구분된다.
- 어떤 하나의 연결에 연관된 태그들이 얼마나 많으며 어떤 종류인지 보여주는 것이다. 이것은 어떤 내용에 민주적으로 투표된 것과 마찬가지로 여러 사용자들에 의해 그것이 어떤 태그와 연결되는 것이 알맞은지를 보여줄 수 있다. 예를 들어 어떤 음악가의 음악이 어떤 장르의 음악인지 보여주는 Last.fm의 경우에 볼 수 있다.

- 가장 대표적인 경우로 각 태그들이 얼마나 인기도가 높은지를 보여주는 표시법으로 사용되는 경우이다. 이때 태그들의 글자 크기나, 색상, 형태들이 인기도에 따라 변화되며 이때 인기도는 사용자들의 선택에 의해 자동적으로 갱신되게 된다.

## 같이 보기
- 웹 2.0
- 시멘틱 웹